# شيريل هوارد
شيريل هوارد (بالإنجليزية: Cheryl Lynn Howard)‏ هي مجدفة كندية، ولدت في 30 يناير 1953 في كوموكس في كندا.

## وصلات خارجية
- شيريل هوارد على موقع الاتحاد الدولي للتجديف (الإنجليزية)
- شيريل هوارد على موقع أوليمبيديا (الإنجليزية)